# Martin Cibák
Martin Cibák, född 17 maj 1980 i Liptovský Mikuláš, Tjeckoslovakien, nuvarande Slovakien, är en slovakisk ishockeyspelare. Han spelar nu för tjeckiska HC Olomouc. Han har tidigare spelat för bland annat Tampa Bay Lightning, Frölunda HC och Södertälje SK.
I NHL-draften 1998 blev han draftad i nionde rundan, som nummer 252 totalt, av Tampa Bay Lightning.

## Klubbar
- MHk 32 Liptovský Mikuláš, Moderklubb–1998, 2004
- Medicine Hat Tigers, 1998–2000
- Detroit Vipers, 2000–2001
- Tampa Bay Lightning, 2001–2004, 2005–2006
- Springfield Falcons, 2001–2003
- Hershey Bears, 2004
- HC Škoda Plzeň, 2004–2005
- HC Košice, 2005
- Frölunda HC, 2006–2007
- Södertälje SK, 2007–2009
- HK Spartak Moskva, 2009–2010
- Severstal Tjerepovets, 2010–2011
- HK Neftechimik Nizjnekamsk, 2011–2013
- HK Vitjaz Podolsk, 2014
- HC Olomouc, 2014–